# Los Romanes
Los Romanes is een dorp in de gemeente La Viñuela in de Spaanse provincie Málaga in de regio Andalusië. Los Romanes heeft ruim 400 inwoners in de dorpskern en ligt tegenover La Viñuela aan het Embalse de la Viñuela.